# Метрополитен Дакки
Метрополитен Дакки (бенг. ঢাকা মেট্রো রেল) — система метро в Дакке, столице Бангладеш. Вместе с системой BRT метрополитен призван облегчить дорожную ситуацию в Дакке, стабильно являющемся городом с одними из самых сильных пробок в мире. Это часть 20-летнего Стратегического транспортного плана, разработанного Управлением по координации транспорта Дакки.
Строится одна линия, называемая MRT (Mass Rapid Transit) Line-6, открыта 28 декабря 2022 года, в будущем планируется постройка ещё 5 линий.

## Линии
- Линия 1 (планируется)
- Линия 2 (планируется)
- Линия 3 (планируется)
- Линия 4 (планируется)
- Линия 5 (планируется)
- Линия 6. Единственная уже построенная и действующая линия метро в Дакке. Состоит из 17 надземных станций. Протяженность линии по состоянию на конец 2023 г. составляет 20,1 км. Вся линия, за исключением депо, проложена на эстакадах, в основном над разделительными полосами улиц[4]. 
  - Первый участок (11,7 км, 9 станций) открыт 28 декабря 2022
  - Продолжение линии открыли 5 ноября 2023, участок в 8,5 км;
  - В настоящее время строится третий участок линии до станции Камалапур.

## Строительство
Строительство началось 26 июня 2016 год с торжественной церемонии при участии премьер-министра Шейх Хасины. Строительные работы выполняются компаниями «Italian-Thai Development Public Company Ltd» и «Sinohydro Corporation Ltd.».

## Описание
Соглашение о строительстве 20,1-км линии 6 стоимостью 2,8 млрд долларов было подписано правительством Бангладеш с Японским агентством международного сотрудничества 20 февраля 2013 года. Первоначально маршрут должен был пролегать от Уттары, северного пригорода Дакки, до Сайедабада, на юге столицы, впоследствии был продлен севернее Уттары и сокращен на юге до Мотиджхилы.
Планирует закупить 56 поездов, способных перевозить до 1800 пассажиров, благодаря этому метрополитен Дакки, по прогнозам, будет обслуживать более 60 000 пассажиров в час, а время ожидания составит около 4 минут. Весь маршрут можно будет проехать менее чем за 40 минут на скорости 100 км/ч, что, как ожидается, резко сократит количество пробок в городе.
Проект находится под управлением Управления координации транспорта Дакки и Министерства связи, а консорциум иностранных и бангладешских фирм, известный как Ассоциация NKDM, выступает в качестве Генерального консультанта (GC). В состав ассоциации NKDM входят: «Nippon Koei Japan», «Nippon Koei India», «Delhi Metro Rail Corp» (Индия), «Mott MacDonald UK», «Mott MacDonald India» и бангладешские дизайнеры-консультанты.

## Ход строительства

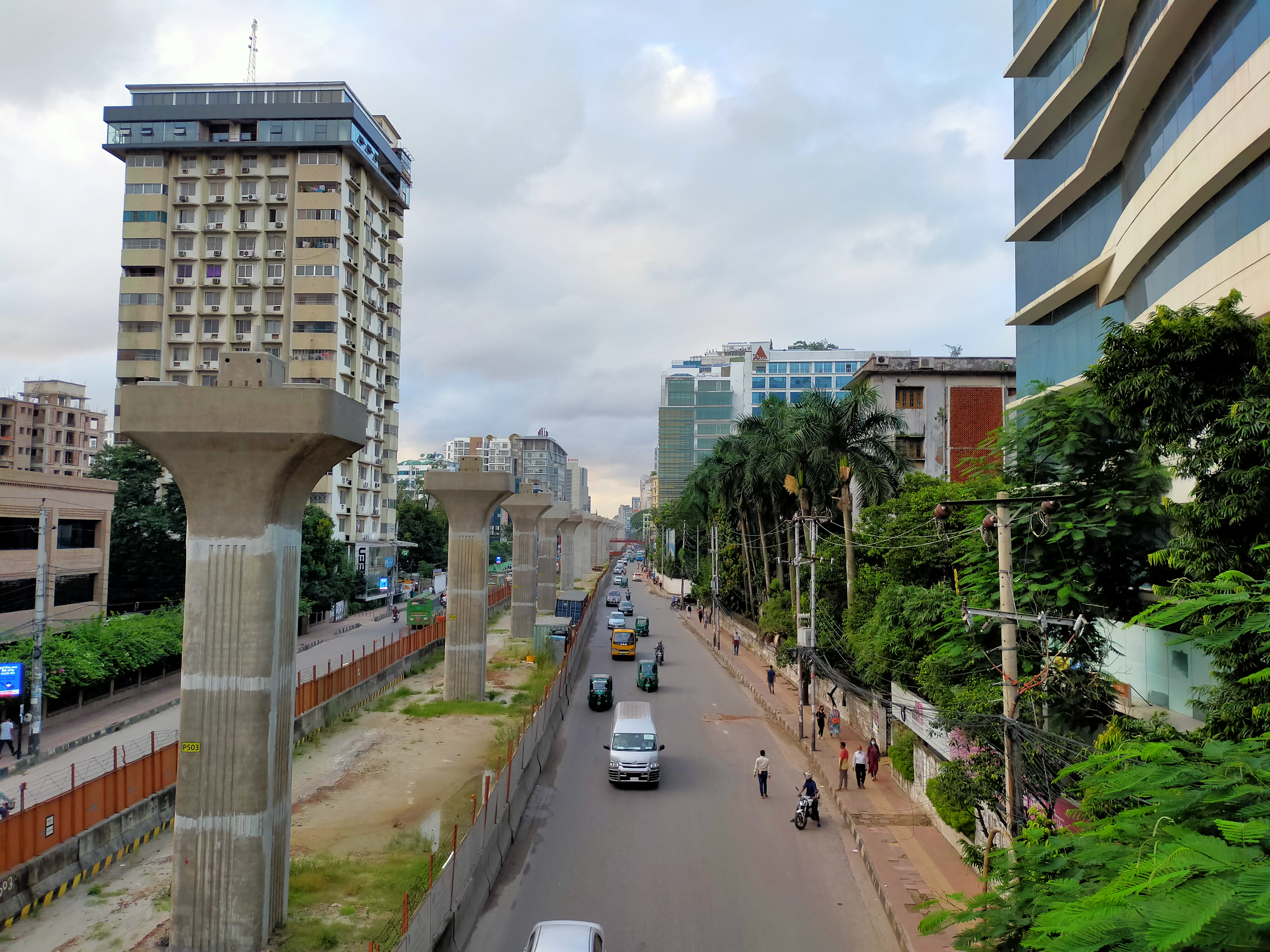
Железобетонные опоры будущей ветки метро в августе 2020

Перенос инженерных сетей из Мирпура-10 в Агаргаон планировалось начать в августе 2016 г. Другие изыскания уже были завершены в период с 2014 г. по октябрь 2016 г.
По состоянию на май 2015 года геологические работы на линии были завершены, строительство первой секции началось 26 июня 2016 года, а строительство второй секции планировалось начать в июле 2017 года, и ввести в эксплуатацию к концу 2019 либо к началу 2020 года.
Японская фирма «Tokyu Construction Ltd» ведет работы по строительству депо, оно будет расположено на участке площадью 23,84 га земли. Стоимость строительства оценивается в 5,67 млрд так (67 млн долларов США).

## Пуск
28 декабря 2022 года — первый участок линии 6, 11,7 км. Однако на станциях Южная Уттара  (Uttara South) и Шеврапара (Shewrapara) строительные работы не были завершены, и поезда метро проезжали эти станции без остановок. 31 марта 2023 обе эти станции были введены в эксплуатации и открыты для приёма пассажиров .

## Галерея

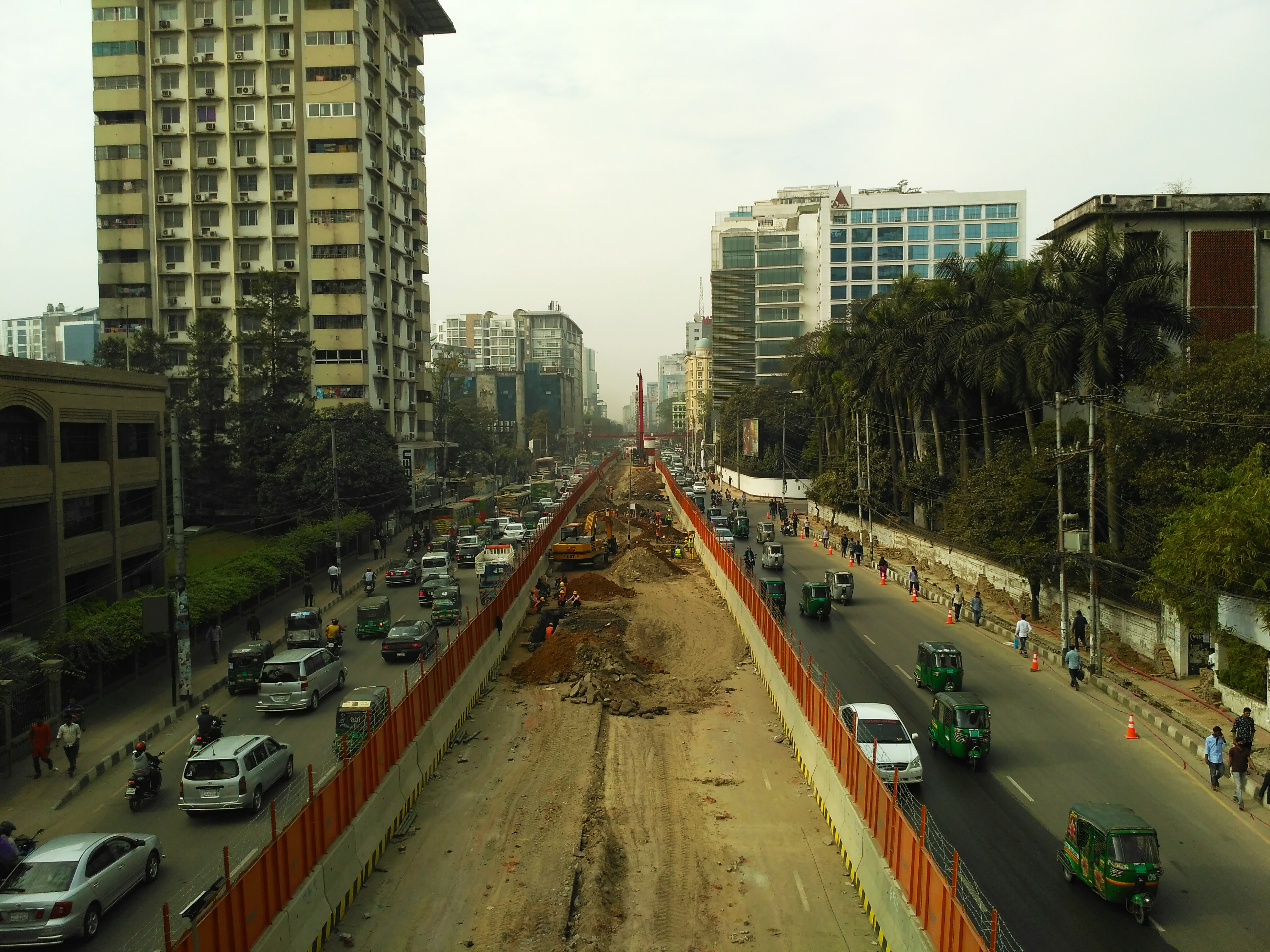
Земляные работы на месте будущей ветки метро 16 февраля 2019 года
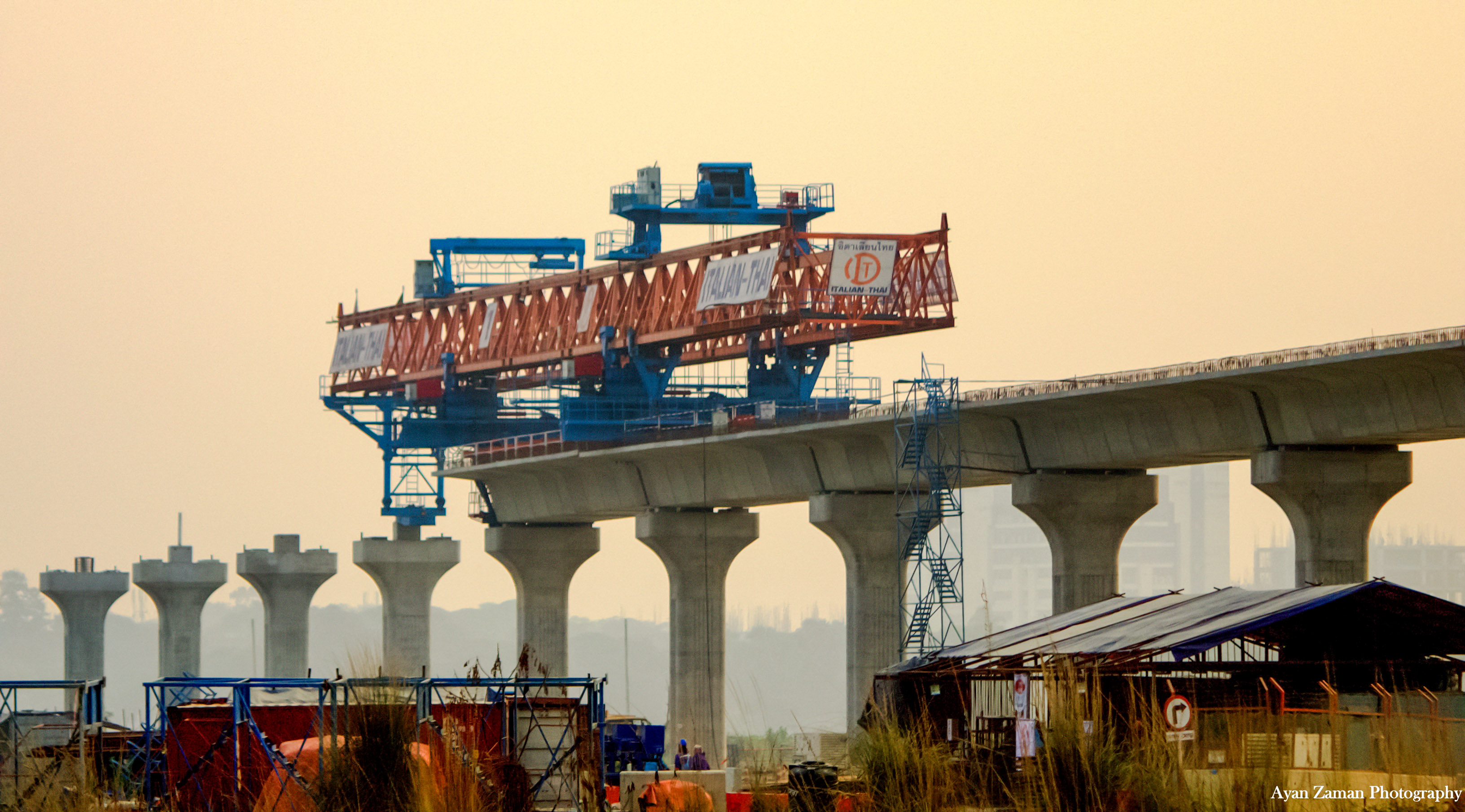
Строительство виадука
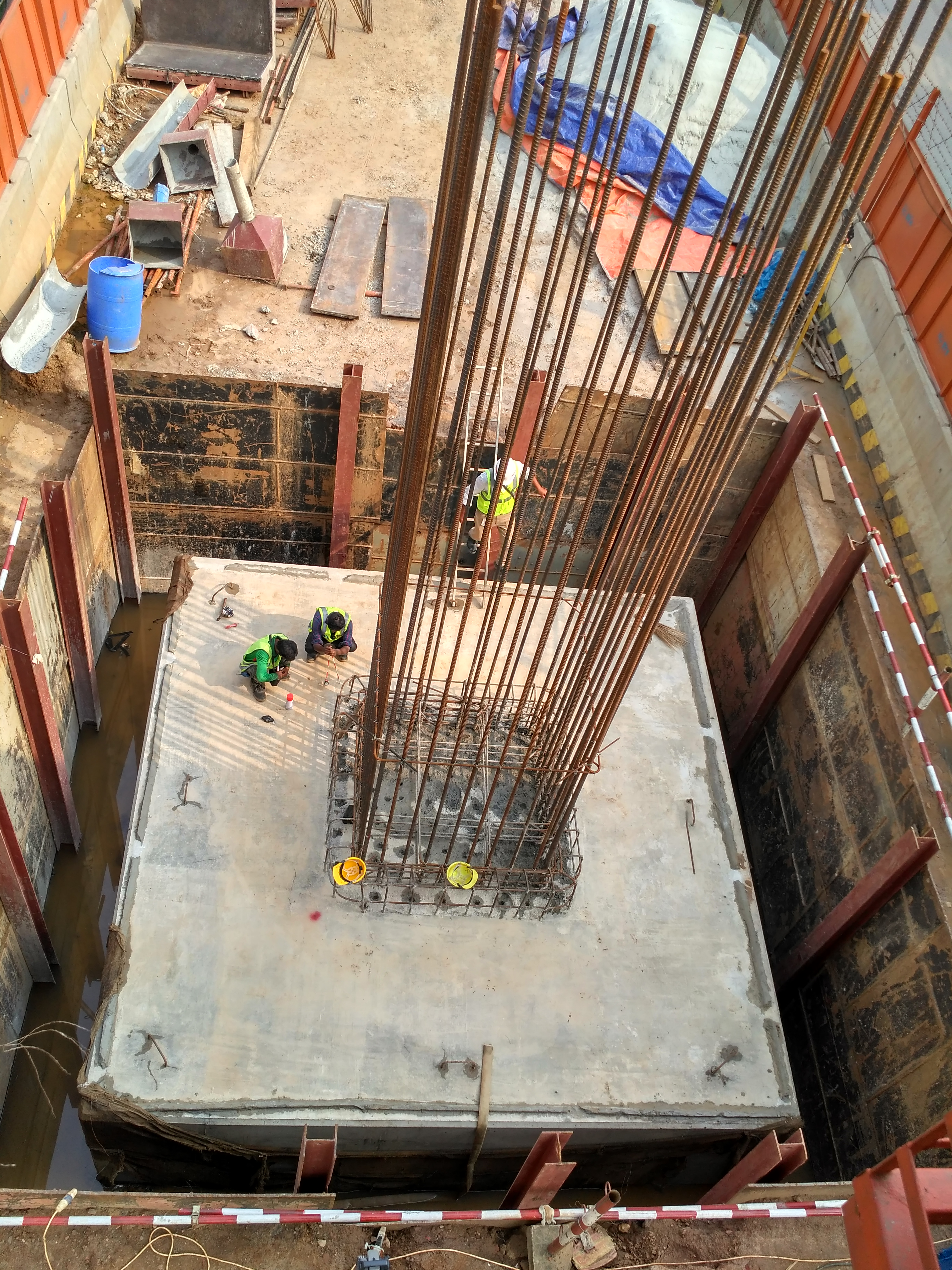
Заливка опалубки колонны